# Râul Chilineasa
Râul Chilineasa este un afluent al râul Seaca. Râul formează hotarul între comuna Boroaia și comuna Bogdănești

## Hărți
- Harta județului Suceava